# Altura (film)
Altura è un film del 1950 diretto da Mario Sequi.

## Trama
In Sardegna, Stanis, che anni addietro aveva lasciato il paese, vi ritorna e lo trova nelle mani di Barra, un uomo senza scrupoli che domina incontrastato il mercato del latte. Unitosi in cooperativa con altri pastori, un giorno il camion che porta il latte nei mercati di altri paesi viene assaltato dagli scagnozzi di Barra. Costretto a fuggire dal paese, la sua fidanzata viene corteggiata sempre più insistentemente da Barra; ma Stanis ritorna e grazie a un ex dipendente ottiene le prove che Barra ha fatto distruggere il camion. Dopo un lungo inseguimento, Barra viene ucciso.

## Produzione
Il film è ascrivibile al filone dei melodrammi sentimentali, comunemente detto strappalacrime, allora molto in voga tra il pubblico italiano, in seguito ribattezzato dalla critica con il termine neorealismo d'appendice.
Venne iscritto al Pubblico registro cinematografico con il n. 846. Presentato alla Commissione di Revisione Cinematografica il 6 aprile 1950, ottenne il visto di censura n. 7.714 del 18 aprile 1950, con una lunghezza della pellicola di 2.185 metri . 

## Distribuzione
Il film venne distribuito nelle sale cinematografiche italiane nel corso del 1950.
Venne rieditato, verso la metà del decennio, col titolo Rocce insanguinate. Risulta essere stato proiettato in Portogallo, col titolo Ambição Que Mata, a partire dal 29 giugno 1954.

## Altri tecnici
- Organizzatore generale: Silvio D'Amico
- Direttore di produzione: Pietro Bigerna